# 青海川站
青海川站（日语：／ Ōmigawa eki */?）是東日本旅客鐵道（JR東日本）信越本線的鐵路車站，位於日本新潟縣柏崎市大字青海川。

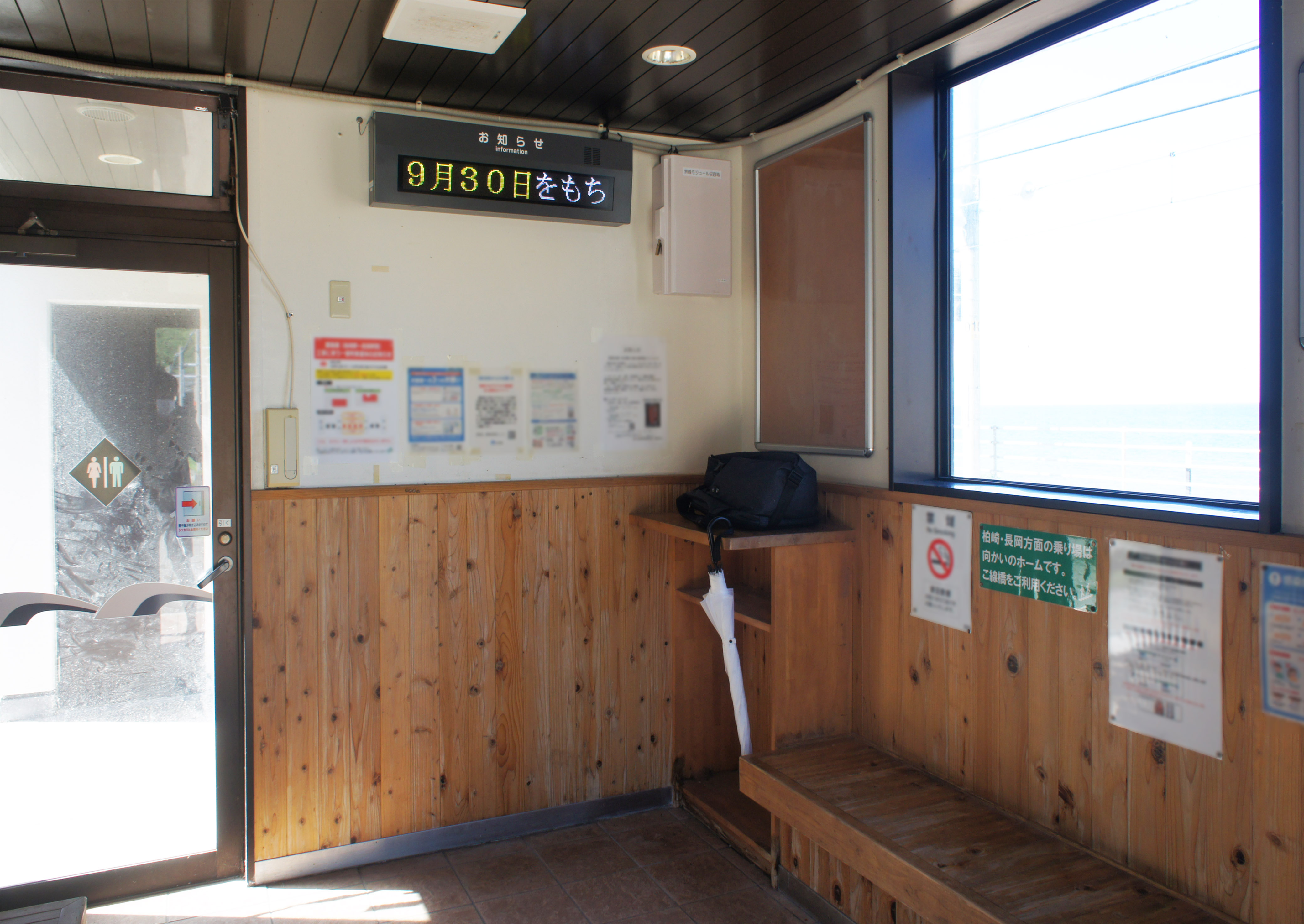
候車室内（2021年9月）

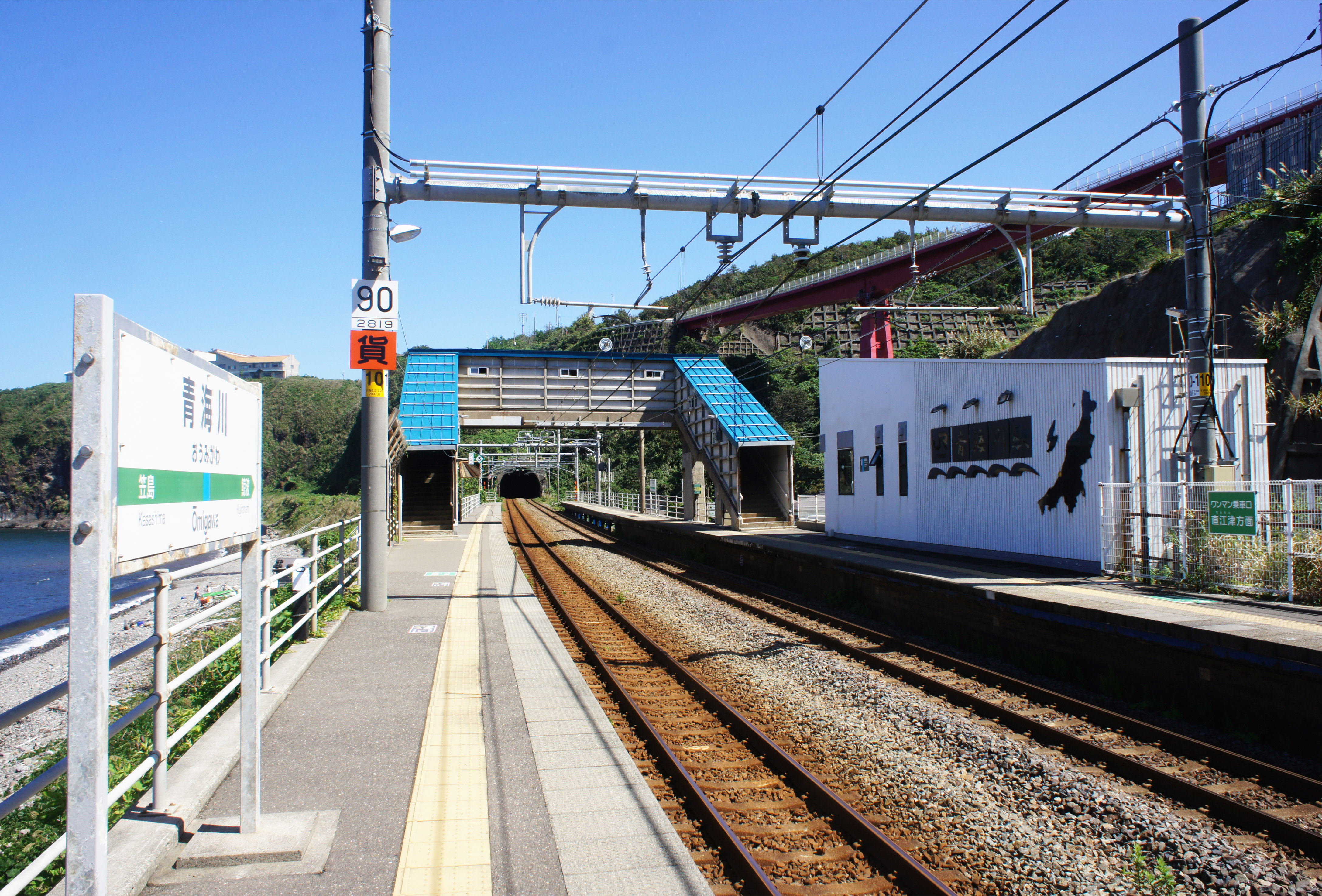
月台（2021年9月）

## 歷史
- 1899年（明治32年）7月28日：開業，为北越铁道的一个车站。
- 1907年（明治40年）8月1日：成为铁道省的一个车站。
- 1987年（昭和62年）4月1日：國鐵分割民營化，成為東日本旅客鐵道的一個車站。
- 2008年（平成20年）：新站舍竣工

## 車站結構
本站為側式月台2面2的地面車站，設有自動售票機和驗票閘門。

### 月台配置
| 月台 | 路線      | 方向 | 目的地     |
| ---- | --------- | ---- | ---------- |
| 南側 | ■信越本線 | 上行 | 直江津方向 |
| 北側 | ■信越本線 | 下行 | 长冈方向   |

## 车站周边
- 青海川海水浴场

## 相鄰車站
東日本旅客鐵道（JR東日本）
■信越本線
■普通
笠岛－青海川－鲸波